# La Olmedilla (Mora de Rubielos)
La Olmedilla es un despoblado del término municipal de Mora de Rubielos, en la comarca de Gúdar-Javalambre de la provincia de Teruel (España). Se encuentra despoblado desde los años 40.

## Geografía
La Olmedilla se encuentra en el collado homónimo de la sierra de Mora, entre el Mojón Blanco, el pico de la Olmedilla y la peña de Ramiro. La sierra de Mora presenta un modelado estructural en cuesta definido por la resistencia de las calizas aptienses que forman cinglos sobre los materiales blandos de facies Weald que se han erosionado en forma de hoyas cultivables que permiten la existencia de masías como es el caso de la hoya de Solana o el collado de la Olmedilla .

## Historia
La Olmedilla era un núcleo rural habitado en el periodo andalusí. Se conserva de este periodo un muro de mampostería y restos cerámicos. Después de la reconquista en la Baja Edad Media se encontraba en el núcleo una torre de planta rectangular situada sobre un cinglo al noroeste de las edificaciones andalusíes. Los restos de edificaciones bajo-medievales fueron aprovechadas como corral. La masía de la Olmedilla se encontraba al sudeste de ese cinglo.

## Toponimia
El topónimo Olmediella se documenta vinculado a un orónimo en un texto de delimitación y deslinde de términos entre el ayuntamiento de Teruel y el comendador de Alcalá de la Selva:

...prout incipit in fronton del Olmediella et dat ad omareium et vadit ad cabeçum de las...

Se vuelve a encontrar Olmediella en la toponimia medieval turolense como nombre de un legado situado en los alrededores de Albarracín. En la segunda mitad del siglo XV un notario de La Puebla de Valverde y procurador de la Comunidad de Teruel tenía el nombre de Miguel Martín de la Olmediella.